# 만윈 여자중고등학교
베이징 만윈 여자중고등학교(중국어: 北京缦云女子中高等学校)는 중화인민공화국 베이징에 있는 사립 여자 중고등학교이다.

## 교내 주요 연혁
- 1927년 4월 8일, 만윈 여자중학교(중국어: 缦云女子中学校)로 첫 개교하였다.
- 1948년 3월 2일, 현재 이름으로 교명 개칭되었다.